# Cumbia

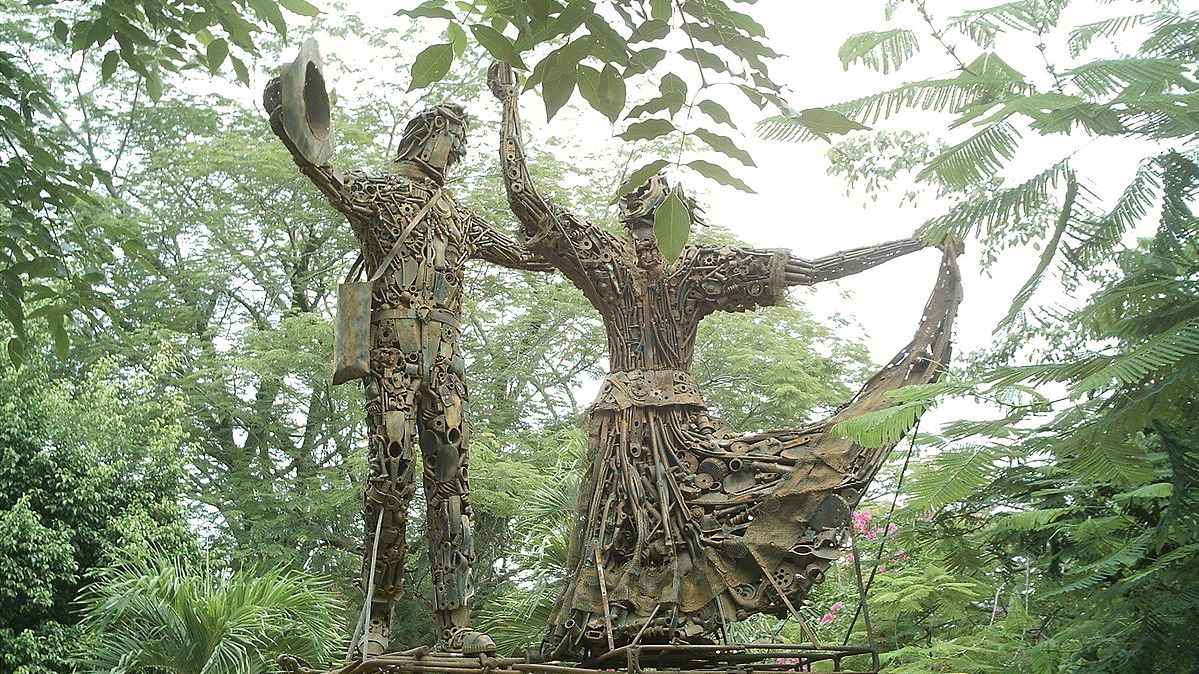
Monument över Cumbia.

Cumbia är en musikstil som ursprungligen kommer från Colombia. Cumbia är ett resultat av blandningen mellan många olika kulturer som funnits i Colombia vid olika tidpunkter: urbefolkningen, spanjorer/morer samt människor från Afrika som togs som slavar. Vissa hävdar att cumbia dansades och spelades som hovmusik bland den afrikanska befolkningen. Numera ingår cumbia i de latinska danserna tillsammans med salsa, samba och andra.
Den jamaicanska reggaen framställs vanligen som att den går i baktakt, och på samma sätt kan man beskriva både den ursprungliga cumbian och popcumbian. Reggaeton, den relativt nya latinamerikanska urbana stadsmusiken, har en del av sina rötter i ett ömsesidigt givande och tagande sinsemellan de jamaicanska och colombianska musikscenerna med smältdegeln i Panama.
Cumbia är populär i hela Syd- och Centralamerika, undantaget Brasilien där den inte fått så stor spridning. Ända sedan 1970-talet har "popcumbian" fortlöpande levererat låtar som slagit försäljningsrekord över hela Latinamerika, medan musiken inte alls nått Angloamerika och Europa. En jättehit från 1982 var "La Colegiala" (studentskan) med Rodolfo y su Tipica. Låten fick en stor spridning utanför Latinamerika genom att den ingick i en reklamfilm från Nescafé.
Regionala variationer är vanliga. En variant som fått stor spridning på senare år är den argentinska cumbia villera som har sitt ursprung i Argentinas kåkstäder, “villas”. Typiska instrument för musikstilen är saxofon, trumpet, keyboard och trombon.